# Dmitri Kruglov
Dmitri Kruglov (Tapa, 24 mei 1984) is een Estische voetballer die uitkomt voor Levadia Tallinn.

## Interlandcarrière
Kruglov maakte zijn interlanddebuut op 12 oktober 2004 tegen Letland in de WK kwalificatie voor 2006. Zijn eerste goal scoorde hij op 12 november 2005 tegen Finland vanaf de penaltystip in een in 2-2 eindigende vriendschappelijke wedstrijd.
| Interlandgoals van Dmitri Kruglov voor Estland | Interlandgoals van Dmitri Kruglov voor Estland | Interlandgoals van Dmitri Kruglov voor Estland | Interlandgoals van Dmitri Kruglov voor Estland | Interlandgoals van Dmitri Kruglov voor Estland | Interlandgoals van Dmitri Kruglov voor Estland |
| No.                                            | Datum                                          | Wedstrijd                                      | Score                                          | Uitslag                                        | Competitie                                     |
| Als speler bij Lokomotiv Moskou                | Als speler bij Lokomotiv Moskou                | Als speler bij Lokomotiv Moskou                | Als speler bij Lokomotiv Moskou                | Als speler bij Lokomotiv Moskou                | Als speler bij Lokomotiv Moskou                |
| ---------------------------------------------- | ---------------------------------------------- | ---------------------------------------------- | ---------------------------------------------- | ---------------------------------------------- | ---------------------------------------------- |
| 1.                                             | 12 november 2005                               | Finland – Estland                              | 2-1                                            | 2-2                                            | Vriendschappelijk                              |
| Als speler bij Levadia Tallinn                 |                                                |                                                |                                                |                                                |                                                |
| 2.                                             | 14 augustus 2013                               | Estland – Letland                              | 1-0                                            | 1-1                                            | Vriendschappelijk                              |
| 3.                                             | 5 maart 2014                                   | Gibraltar – Estland                            | 0-1                                            | 0-2                                            | Vriendschappelijk                              |

## Erelijst

### Club
Levadia Tallinn
- Meistriliiga: 2004, 2013
- Beker van Estland: 2004, 2005

 Lokomotiv Moskou
- Russische Supercup: 2005

### Individueel
- Azerbeidzjaans Sportpersoon van de Maand: maart 2008